# Fritz d’Orey
Frederico José Carlos Themudo „Fritz” d’Orey (São Paulo, 1938. március 25. – Cascais, Portugália, 2020. augusztus 31.) brazil autóversenyző, Formula–1-es pilóta.

## Pályafutása
1959-ben a Formula–1-es világbajnokság három futamán vett részt. A francia nagydíjon debütált a sorozatban. Fritz tíz kör hátrányban a győztes Tony Brooks mögött, a tizedik helyen ért célba. A brit versenyen baleset, az amerikai futamon pedig olajszivárgás miatt esett ki.
1960-ban, Le Mans-ban egy teszt során fának ütközött. Fritz súlyos sérülésekkel élte túl az esetet, és nyolc hónapot töltött kórházban. Később teljesen felépült, ám nem folytatta az autóversenyzést.

## Eredményei

### Teljes Formula–1-es eredménylistája
(Táblázat értelmezése)

(Félkövér: pole-pozícióból indult; dőlt: leggyorsabb kört futott) 

| Év   | Csapat              | Modell        | Motor               | 1   | 2   | 3   | 4      | 5      | 6   | 7   | 8   | 9      | Helyezés | Pont |
| ---- | ------------------- | ------------- | ------------------- | --- | --- | --- | ------ | ------ | --- | --- | --- | ------ | -------- | ---- |
| 1959 | Scuderia Centro Sud | Maserati 250F | Maserati Straight-6 | MON | 500 | NED | FRA 10 | GBR Ki | GER | POR | ITA |        | -        | 0    |
| 1959 | Camoradi USA        | Tec-Mec F415  | Maserati Straight-6 |     |     |     |        |        |     |     |     | USA Ki | -        | 0    |